# Йосипівська сільська рада (Малинський район)
Йосипівська сільська рада (до 1946 року — Юзефівська сільська рада) — колишня адміністративно-територіальна одиниця та орган місцевого самоврядування у Народицькому, Чоповицькому, Коростенському і Малинському районах Коростенської і Волинської округ, Київської й Житомирської областей Української РСР та України з адміністративним центром у селі Йосипівка.

## Населені пункти
Сільській раді підпорядковувались населені пункти:
- с. Йосипівка
- с. Будницьке
- с. Гутянське
- с. Липляни

## Населення
Кількість населення ради, станом на 1923 рік, становила 1 366 осіб, кількість дворів — 256.
Відповідно до результатів перепису населення СРСР, кількість населення ради, станом на 12 січня 1989 року, становила 1 199 осіб.
Станом на 5 грудня 2001 року, відповідно до перепису населення України, кількість мешканців сільської ради становила 916 осіб.

## Склад ради
Рада складалась з 14 депутатів та голови.

### Керівний склад попередніх скликань
| ПІБ                         | Основні відомості                                                 | Дата обрання | Дата звільнення |
| --------------------------- | ----------------------------------------------------------------- | ------------ | --------------- |
| Тетерук Ганна Андріївна     | Сільський голова, 1956 року народження, позапартійна              | 26.03.2006   | 31.10.2010      |
| Шоботенко Галина Адольфівна | Сільський голова, 1972 року народження, освіта вища, позапартійна | 31.10.2010   |                 |

Примітка: таблиця складена за даними джерела

## Історія
Створена 1923 року, з назвою Юзефівська сільська рада, в складі сіл Гута-Генрихівка (згодом — хутір Гутянський, с. Гутянське) та Юзефівка Татарновицької волості Коростенського повіту Волинської губернії. Станом на 17 грудня 1926 року в підпорядкуванні числиться х. Болярка, котрий, на 1 жовтня 1941 року, не перебуває на обліку населених пунктів.
7 червня 1946 року, відповідно до указу Президії Верховної ради Української РСР «Про збереження історичних найменувань та уточнення і впорядкування існуючих назв сільрад і населених пунктів Житомирської області», сільську раду перейменовано на Йосипівську через перейменування її адміністративного центру на с. Йосипівка.
Станом на 1 вересня 1946 року Йосипівська сільська рада входила до складу Чоповицького району Житомирської області, на обліку в раді перебували с. Йосипівка та х. Гутянський.
11 серпня 1954 року, внаслідок виконання указу Президії Верховної ради Української РСР «Про укрупнення сільських рад по Житомирській області», до складу ради приєднано с. Липляни ліквідованої Липлянської сільської ради Чоповицького району. 7 січня 1963 року, відповідно до рішення Житомирського облвиконкому № 2 «Про зміну адміністративної підпорядкованості окремих сільських рад і населених пунктів», до складу ради передані села Тишів та Шевченкове Головківської сільської ради Малинського району. 19 квітня 1965 року, відповідно до рішення Житомирського ОВК № 211 «Про зміни в адміністративному підпорядкуванні деяких населених пунктів області», села Тишів та Шевченкове повернуті до складу Головківської сільської ради.
На 1 січня 1972 року сільська рада входила до складу Малинського району Житомирської області, на обліку в раді перебували села Гутянське, Йосипівка і Липляни.
12 серпня 1974 року, відповідно до рішення Житомирського ОВК «Про зміни в адміністративно-територіальному поділі окремих районів області в зв'язку з укрупненням колгоспів», до складу ради включено с. Будницьке Чоповицької селищної ради Малинського району.
Припинила існування 30 грудня 2016 року через об'єднання до складу Чоповицької селищної територіальної громади Малинського району Житомирської області.
Входила до складу Народицького (7.03.1923 р.), Чоповицького (23.02.1927 р., 17.02.1935 р.), Малинського (5.02.1931 р., 28.11.1957 р., 4.01.1965 р.) та Коростенського (30.12.1962 р.) районів.